# 王光复
王光復（1916年—2008年7月9日），籍貫天津，生於京兆地方（後改為北平市），抗日戰爭時期中華民國空軍的王牌飞行员。他共擊落敵機8.5架，其中在中美空軍混合團時期有6.5架，獲頒8星序，與高又新同為擊落架數第二多的國軍飛行員。抗戰勝利時為空軍第3大隊7中隊長。

## 家族
王光復出身天津望族，父親王治昌歷任北京大學和法政專門學校教授，曾任北洋政府代理工商部長。王光復在兄弟姊妹中排行第五，他的哥哥王光杰（後改名王士光）是电子工业部总工程师，妹妹王光美是刘少奇夫人，六弟王光英是全国人大常委会副委员长。
- 二哥: 王光琦
  - 曾孫女 Elizabeth Jelena Wang
    - Married to 潘岳之子

  - 曾孫女 Jacqueline Helen Wang
    - Married to 陳紅天兒子
- 妹妹: 王光美
  - 劉平平、劉源、劉亭、劉瀟瀟
- 六弟: 王光英
  - 長女王米、長子王彬、次女王荃、次子王和

## 军旅生涯
王光復1935年考入空軍官校，1936年3月入學，經過3年基本訓練以及半年在新疆伊寧基地受訓，在1939年7月1日空軍官校第九期畢業，撥入中華民國空軍第三大隊服役。 
在美國參戰後，因陳納德的要求和規劃下，中美空軍混合團於1943年成立。中美混合團從空軍中抽調一批部隊與美國合編，並在英屬印度卡拉奇（今屬巴基斯坦）訓練；戰鬥機部隊陳納德挑上了三大隊與五大隊，在三大隊7中隊服役的王光復在1943年七、八月第二批到印度受訓換裝P-40N戰機，7中隊於12月完成換裝回國。
在1943中美混合團成立至1945年抗戰勝利間，完成75次任務，他在1944年6月25日首次贏得空戰勝利後，將他的乘機P-40N-5機鼻上漆上「太公令」，太公令機雖然非王光復專屬座機，但可以說是個人塗裝較罕見的中華民國空軍中較為外界所知的代表性特徵機種。至抗戰結束時，王光復紀錄上為擊落8.5架（另一說6.5架），為中美混合團最後一位空戰王牌。  
1948年年底，中共解放軍就要進入北平，王光復奉命飛往台灣。初到台灣，先在屏東繼續從事飛行，接著在空軍參謀大學當教官。此時，因親屬多與中共政要親密（妹妹王光美與劉少奇結婚，弟弟王光英被中國共產黨劃為「紅色資本家」，哥哥王光杰更是中共特等功臣），王光復被空軍視為重點管控人物，為提防成為統戰目標，空軍決定將他調動為空軍總部作戰處長，離開飛行線。 
1962年，調到史政局擔任軍事史政組組長，同一年王光復之弟自香港抵臺與兄長會面，雖未違反任何規定，但軍方內部有計畫再度調動他的職務；由於無法完全解決家庭背景問題造成的政治忠誠爭議，兩年半後王光復申請退役，結束軍旅生涯。之後開設順達貿易公司，以從商為業。 
1985年，王光復夫婦前往美國達拉斯看望兒子，定居於此。